# The Female Man
The Female Man é um livro de Ficção científica feminista escrito em 1971 por Joanna Russ e editado apenas em 1975.

## Sinopse
Partindo de uma ideia de realidades paralelas, a autora constrói quatro personagens centrais, como que versões possíveis de uma mesma mulher: as quatro Jotas.
Cada uma delas vive em sua "terra possível": Joanna vive na "nossa terra" em 1970, Jeannine vive numa terra em que a Grande Depressão nunca acabou, e onde os papéis de gênero são extremamente rígidos, Jael vive numa sociedade rachada ao meio, onde mulheres e homens vivem em estado de guerra declarada há 40 anos, e Janet vive numa utopia futurística onde todos os homens morreram há séculos.
A história começa quando Janet consegue chegar ao mundo de Jeannine. E boa parte dela está centrada no assombro de Janet frente as relações entre homens e mulheres. Russ usa o riso como elemento de rompimento com o que é cotidiano. Ela exagera as situações patriarcais pra gerar um riso-crítico.

## Prêmios e nomeações
Depois de ter sido nomeado para o Nebula Award de 1975 para Melhor Romance, The Female Man ganhou três Tiptree Award em 1996. Também ganhou Gaylactic Spectrum Hall of Fame Award de 2002.